# 偽書
偽書（ぎしょ、英語: imposture）とは、すでに滅んで伝存しない作品、あるいは元々存在していない作品を原本のように内容を偽って作成した本のこと。「仮託書」（かたくしょ、かりたくしょ）ともいう。それに対して、刊本や奥書などを偽造したり、蔵書印記を偽造して捺印したりして、古書としての価値を高めようとしたものは区別され「偽造書」「偽本」「贋本」（がんぽん）と呼ばれる。

## 概要
主として歴史学において、その文献の史的側面が問題とされる場合に用いられる語であるが、概念そのものは美術的な書の贋作も含んでいる。書物や古文書それ自体や内容の真偽などを検証する作業を史料批判と呼ぶ。単に内容に虚偽を含むだけの文書は偽書と呼ばれることはない。
本項目では、偽書全般について記述する。なお、例示には偽書として評価の定まっているもののほか、「専門家によって偽書の疑いを提示されたことがあるもの」も含む。偽書としての疑いの程度やその根拠については、リンクされている各記事を参照のこと。

## 位置付け
偽文書や偽書の作成がなされた事情は、その当時の歴史的背景に由来することが多く、学問上、完全に無意味とされる物は後述のオカルト的・詐欺的な例外を除けば、むしろ少ない。当時の為政者や作者（と推定される人物）の心理面やその影響力を考察する点では歴史学上の価値もある。また民俗学などで民間信仰の変遷を辿る際には手がかりになることもある。
意図した人為の反映されがちな文献資料 (歴史学)の欠点を補うため考古学的結果（考古資料）に照らし合わせることも行われる。また、歴史学と民俗学を繋ぐものとして重視する学者も存在する。
一方で偽書の存在により、後年の郷土史研究や町おこしなどにおいて、重大な支障になっているケースもある。

## 日本の歴史における偽書
日本においては偽書目録は少なく、速見行道の『偽書叢』3巻（嘉永6年、早稲田大学蔵）と伊勢貞丈撰『偽撰の書目』が存在する程度である。
- 『偽書叢』に掲載された偽書（抜粋）
  - 『甲陽軍鑑』[注 3]、『三河後風土記』『徳川歴代記』『未来記』
- 『偽撰の書目』に掲載された偽書（抜粋）
  - 『江源武鑑』『三河後風土記』『大成経』

2004年〜2005年には、『日本古典偽書叢刊』全三巻（現代思潮新社）が刊行された。

### 歴史書
歴史書においては直ちに真偽を判断できない難しさもあって偽書とされている史料が多い。真偽の判定にあたっては、他文献との内容の相違や矛盾よりも、その書の成立時期について主張されている場合が多く、その時期を検証することが史料批判の出発点となる。
『先代旧事本紀』は、室町時代までは記紀と並ぶ「三部の本書」としての扱いを受けていた。しかし、序文の『日本書紀』に先行する7世紀の編纂である旨の記述が、江戸時代になると『天皇記』『国記』に相当する記述を装っているとされ、既に国学者の多田義俊、伊勢貞丈らが偽書と断じている。成立は7世紀よりもかなり下った平安時代初期（9世紀頃）と見られる。しかし後世では、序文の真偽はさておいても記述には『記紀』や『古語拾遺』にも見られない独自の伝承や神名、特に古代の大和王権を研究する上で重要な『国造本紀』の国造関係史料も見られ、これに史料価値を認める研究者も数多い。
また『先代旧事本紀』と並んで『古事記』についても偽書であるとする説がある。『旧事本紀』と同じく序文の内容について不審な点があり、特に編纂の勅命が下された年号の記述がないことや、官位・氏姓に問題のある稗田阿礼の非実在論に焦点があてられている。
他にも古史古伝や神代文字関係では明らかに偽書であることが判明している史料が多くある。「『古事記』より以前の歴史書」とのふれ込みで話題となった竹内文書は昭和期に入ってから竹内巨麿が世に広めたもので、日本国外の近代都市名の記述があるなどして偽書と断じられている。しかし、『東日流外三郡誌』のように20世紀の語彙が含まれるものもありながら、史料批判を受けることなく地元の市史に用いられたという例もある。これ以外にも、偽書や偽文書が市町村史の編纂や史跡整備に使われて権威を持ってしまう例は多い（類例には『浜松城記』がある）。

### 宗教書
『末法灯明記』は最澄の書とされてきたが偽書ではないかという説がある。
日蓮御書は日蓮系の各宗派で真偽認定が大きく異なっている。
国家の命運をはるか未来まで予言したという聖徳太子による『未来記』なる偽書は古くから流布し、『太平記』には楠木正成が味方の士気を鼓舞するため、後醍醐天皇からこの書の閲覧を許されたとの記述がある。

### 江戸時代の戦記物・系図の偽書
江戸時代には諸侯の先祖を飾るため軍記物の偽作が横行し、系図が乱れた。佐々木氏郷（沢田源内） は、『江源武鑑』、大系図、倭論語の版本その他、写本の偽書を流行させた。歴史学者の乃至政彦によれば、有名な関ヶ原の戦いに関しても江戸幕府の正史『当代記』では150文字程度しか記載がなく、一般的に知られている戦いのエピソードは『関ヶ原始末記』『関原軍記大成』などの軍記物によるものが多く、軍記物『関ヶ原始末記』では正史『当代記』の数倍の記載があり、『関ヶ原始末記』を増補した『関原軍記大成』では更に数倍の記載があり、多くは先祖を語る武勇伝と講談師の創作であるという。
『三河後風土記』は平岩主計親吉の、『徳川歴代』は大須賀康高の著書と伝わるが、実際の著者は不明である。その横行は伊勢貞丈の『安斎随筆』（1784年）、小宮山昌秀（楓軒）の『偽書考』『楓軒偶記』に記載されている。
『三河後風土記』については、これを校正した『改正三河後風土記』（成島司直著）で実は沢田源内が著者だという説が出ている。

## 偽文書
編纂資料とは別に古文書においては家系の由緒の装飾などを目的に作成された偽文書の存在が指摘される。偽文書は真文書の筆跡や印判などを精巧に再現したものから真文書の一部を改変したものまで多様なものが存在し、古文書学においては真蹟が残っているかそれとも写ししか残っていないか、真文書と偽文書の真贋の見分け方や偽文書が作成された背景事情が問題視される。
例えば江戸時代の甲斐国（現在の山梨県）では、有力農民が、祖先を、同地を支配した戦国大名武田信玄に連ねて家格上昇を意図した偽文書が盛んにつくられた。また、川中島の戦い関係の武田方の古文書はほとんどすべてが歴史学的には偽書だとされている。
偽文書と指摘されながら、正当な中世史料として世に出回った例として「椿井文書（つばいもんじょ）」と通称される文書群がある。この文書群は、江戸後期に興福寺出入りの家を出自とする椿井政隆によって、近畿一円の顧客の求めに応じて、土地争いを有利にするなどの目的で作成された。中世より椿井家に伝わっている文書を政隆が写した、という体裁で作成されており、虚実が入り混じった寺社縁起、系図、絵図などを、他の文書と複雑かつ巧妙に関係させることで信憑性を持たせている。

## 偽書である歴史書の例
分類の便宜上、中国古典は歴史書に限らずここで扱う。
- 序文に関して疑問が持たれる歴史書
  - 古事記 - 偽書説
  - 先代旧事本紀 - 偽書説
- 古史古伝やそれに準ずるもの
  - 先代旧事本紀大成経
  - 竹内文書 - 文献批判
  - 東日流外三郡誌 - 真偽論争
  - ホツマツタヱ
- 朝鮮半島関係
  - 桓檀古記 - 20世紀の偽書
  - 揆園史話
  - 檀奇古史
  - 花郎世記
- 欧米関係
  - ジノヴィエフ書簡
  - シオン賢者の議定書

### 偽書の可能性が指摘されている歴史書の例
- 古代中国関連 -『中国偽書綜考』鄧瑞全・王冠英 主編（黄山書社、1998年7月。ISBN 7805355568）及び姚際恒『古今偽書考』により偽書とされるもの。
  - 『周易』の伝（注釈）、いわゆる十翼は孔子の作として偽作されたというのが通説。ただ、十翼の内でも彖伝・象伝は孔子の真作であり、他はすべて偽書とする高田真治の説と、すべて偽書と見なす欧陽修・三浦国雄の説が対立している。[13]
  - 『荘子』内編は荘周の門下による真作とされるが、外編・雑編は内容が浅く、雑に書かれており、秦・漢の時代に好事家がでっちあげた偽書の部分が多いとされる。ただし、学者の間でもどの編が偽書かについては議論がある。[14]
  - 『尚書』『詩経』『周礼』『礼記』、『春秋左氏伝』（「春秋公羊伝」「春秋穀梁伝」）、『論語』『孟子』『墨子』『韓非子』『山海経』『孫子』『孔子家語』

## 史料
偽書の可能性を疑われる歴史的文書は歴史書に限らず、様々な史料も俎上に載せられる。ヨーロッパでの偽作事件ではピエール・ルイスがフェニキアで発掘し翻訳したと偽った『ビリティスの歌』、フリードリヒ・ヴァーゲンフェルトにより偽作された『フェニキア史』などが有名である。現代の例では20世紀末葉に現れた『万歳三唱令』などがある。前者の場合は潤色の一環と捉えられるが、後者は作者らの告白により「出席者がたまたま酔いに任せてやったのがはしり」であったことが判明した。
このように偽史料が作成される意図は一括できるものではないが、しばしば世の中を騒がせることになるのは、政治的意図を動機に含む（少なくともそのように推測される）偽書である。この種の偽書として悪名高いのが『シオン賢者の議定書』（ユダヤ議定書）である。これは現在では元になったと推測される文献まで特定されている明白な偽書であるが、かつては反ユダヤ主義の正当化に用いられ、ユダヤ陰謀論者には現在でも評価する者がいる。陰謀論にまつわる偽書としては、『田中上奏文』（田中メモランダム）などもある。また、偽史料のなかにはヒトラーの日記のように詐欺事件の種になったものもある。
なお、偽書と疑われる史料の原本が残存しない場合には、他の文献に引用されたものが俎上に載せられることがある。既に言及した十七条憲法などはその例である。近現代では、ジェームズ・チャーチワードが一連のムー大陸関連書で基礎史料として引用した「ナーカル」という粘土板が架空の来歴に基づく偽書だったのではないかと疑われている例（ジェームズ・チャーチワード#経歴）などを挙げることができる。

### 偽書の可能性が指摘されている史料の例

#### 日本
- 海部氏系図
- 松野連系図
- 六人部連本系帳
- 直江状　- 真贋論争
- 東照宮御遺訓
- 慶安御触書[注 5]
- 五輪書
- 南方録 - 偽書説について
- 武功夜話 - 史料的価値に対する論争・否定側
- 浜松城記 - 「城記」の検証
- 船中八策[注 6]
- 福澤諭吉の福澤心訓
- 万歳三唱令[注 7]
- 日本解放第二期工作要綱[注 8]
- 十二月八日[注 9]
- 富士古文献（宮下文書）[16]

#### 欧米
- コンスタンティヌスの寄進状
- 東方見聞録 [なぜ?]
- 台湾誌
- 全ての教皇に関する大司教聖マラキの預言 - 最初の公刊と時代背景
- シオン賢者の議定書（ユダヤ議定書）
- ショスタコーヴィチの証言
- 田中上奏文（田中メモランダム）
- アインシュタインの予言
- アンナ・マクダレーナ・バッハ：『バッハの思い出』（20世紀の創作）
- 世界三大肖像画家[注 10]
- 滅亡する民族の3つの共通点[注 11]

#### 中国
- 老子道徳経[注 12]
- 孔子家語[注 13]
- 列子[注 14]
- 六韜三略（六韜・三略）[注 15]
- 金史別本[注 16]
- 図書輯勘[注 17]

## 宗教書
歴史的文脈で宗教書を捉えた時には、その来歴は当然検証の対象となる。しかし、宗教書においては、その宗教が信奉する神や宗派の創始者に由来すると主張するのが常である。

### キリスト教
世界最古の手紙の偽書は、イエス・キリストの死後100年以上経った頃に書かれた、エデッサのアグバル王とイエスとの間に交わされた書簡とされている。
古代の時点でイエス・キリストの直接の弟子である使徒に由来するとされる正典と、それ以外の外典との仕分けが4世紀には行われている。プロテスタントでも一部を外典化している。またナグ・ハマディ写本など異端認定された派閥の経典も存在する。
近代以降の高等批評では、実際の著者は後代の人物が多いと目されている。正典中のパウロの名による14の文書中で、実際パウロの著作と現在同意されているものは8つほどである。正典中の5つのヨハネ文書のうち、4つは匿名著者の文書がヨハネに帰せられており、残りの一つはヨハネによると記されているが、その真偽を疑われているものである。
ただし文献学・歴史学と神学は分離しているため、偽書であるか否かという議論に馴染まない側面もあり、高等批評を受け入れていても、殊更に偽書呼ばわりされることはない。
一方で、近世以降に派生した聖書の補完と称する教典（モルモン書、原理講論）などに対しては各派ともに批判をしている。

### 仏教
結集の内容を受け継いでいるとする上座部仏教の側から、大乗仏典全てが偽作とみなされることがある（大乗非仏説）。『無量義経』『仏説盂蘭盆経』『十王経』『十句観音経』などインドの言語ですらなく漢文で成立した疑いが濃厚なものもある。
大乗仏教の各宗派ともに学術的な史料批判においては後代の成立を認めつつも、非仏説の判明とともに根本的に仏教観を変えたため、それを理由に経典から除外する動きはまず無い。

### 儒教
儒教の経典について言えば、四書五経に挙げられる書物の中で『孟子』を除いた他の書物は、すべて孔子ないしは周公旦が編したあるいは撰したものとされている。しかし、その多くが後人の手によって改編されたり、あるいは全く一から創作されたものであることは、キリスト教や仏教の聖典や経典の場合と同様の事情である。また、漢代に災異説や陰陽五行説、讖緯説が盛行すると、その影響下において、経書に対する緯書と称する書物が出現することとなる。そして、この場合もやはり、撰者は孔子に擬せられ、各経書に対する注釈書という形式をとって、王朝革命や自然災害などを孔子が予言していたものとして、当時、受容された。ただ、各王朝の実権者の側から見れば、容易に反体制集団に利用されることが予想される緯書は、厳しく禁圧される禁書の対象とされ、隋代には殆ど完本では伝わらなくなり、断片や他書への引用の形式でしか伝わっていない。

### 偽書の可能性が指摘されている宗教書の例
- 神道関係 - 評（郡評論争）も参照
  - 竹内文書[注 18]
- 日本仏教関係
  - 末法灯明記[注 19]
  - 日蓮御書の一部 [注 20]
    - 二箇相承 - 写本のみが現存、二箇相承#歴史と経緯も参照
- 仏教関係 - 経典の偽書疑惑は大乗非仏説も参照
  - チベット死者の書
- アブラハムの宗教関係 - 正典の偽書疑惑は高等批評も参照
  - 聖書偽典
  - モルモン書（モルモン経）
  - 『第6ならびに第7のモーゼの書』（著者、出版社とも不明）[注 21]
  - 全ての教皇に関する大司教聖マラキの預言
- その他
  - 格庵遺録（キョガムヨロク）[注 22]

## 文学における贋作
ヨーロッパでは活版印刷が行われるようになった近世には既に、フランソワ・ラブレーやセルバンテスなどの人気作家に肖って、彼らの作品に便乗した偽物が出されていた。こうした偽物は同時代に出されたために来歴の主張に乏しいこともあってか、「偽書」よりも「贋作」と呼ばれるのが一般的である。こうした贋作は文体や語彙の齟齬から比較的容易に見抜かれてしまうものだが、中には『ガルガンチュワとパンタグリュエル』の「第五之書」のように、現在でもなお完全な決着をみていない例もある。
こうした贋造は無関係な人物による執筆の場合に問題となるのであって、縁のある人物が一部を加筆するといったケースなどは、普通贋作や偽書とは呼ばない。『源氏物語』は一部の巻が紫式部以外による執筆を疑われているものの、こうした場合は贋作とは呼ばないのが常である、シャーロック・ホームズシリーズの『指名手配の男』のような変則的なケースもある。
また、名義をはじめとする著者の属性に虚偽を含もうと、同一人物によって書かれたと見なされていれば、普通贋作や偽書などとは呼ばれない。例えば、シェークスピアは古くから別人説も唱えられているが、そうした立場からでも、偽書と呼ぶことはない。文学の場合、大きく時代を遡れば、アイソポス（イソップ）やホメロスなど著者の同一性自体が揺らいでいても偽書・贋作論議の埒外に置かれているケースもある。
- ガルガンチュワとパンタグリュエルの「第五之書」「第六之書」
- ノストラダムス『百詩篇集』第二序文及び第八巻以降ならびに『六行詩集』
- 『グヅラ、あるいはダルマチア、ボスニア、クロアチア、ヘルツェゴヴィナにて採取されたる、イリリア叙情詞華選』（ビンセント・アグラノヴィッチ、実はプロスペル・メリメ）

## フィクションにおける来歴の虚偽
小説などの中では、しばしば文書の来歴自体を偽るケースがある。風刺文学の最高峰と見なされる『ガリヴァー旅行記』は全編フィクションであるが、英国人船長にして医師のレミュエル・ガリヴァーなる人物の体験談であると、本文は主張している。『ドン・キホーテ』はさらに凝っていて、アラビア人歴史家のシデ・ハメーテ・ベネンヘーリがアラビア語で書き残したドン・キホーテに関する文献を街で偶然に発見したミゲル・デ・セルバンテスが翻訳および編纂した物語という体裁をとっている。
また、生物学の知識に裏打ちされた優れたパロディ『鼻行類』は、ハイアイアイ群島に生息した鼻行類の生態を精緻に分析した研究書という体裁を取っている。
ただし、これらのように虚構の中で虚偽の来歴が展開される文書は「偽書」と呼ばれることは通常ない。こうした例の中には、文書そのものが存在しないにもかかわらず、もっともらしい来歴だけが滔々と作り上げられた『ネクロノミコン』のような特異な例もある。
- 『第三の眼（英語版）』（The Third Eye） - 自称チベット人ラマ僧ロブサン・ランパが「自伝」として刊行した著作。著者は実際にはイギリス人で、全く架空の内容であった。

また、本に書かれていることは信じられやすいという特性を利用して、架空の書物からの引用という形で解説することによって、荒唐無稽な技術や理論にリアリティを与えるというテクニックもある。